# Pipromorphe à ventre roux
Mionectes rufiventris
Espèce
Statut de conservation UICN

 LC  : Préoccupation mineure
Le Pipromorphe à ventre roux (Mionectes rufiventris) est une espèce de passereaux de la famille des Tyrannidae,.

## Systématique et distribution
Cet oiseau vit du Sud-Est du Brésil (État de l'Espírito Santo) à l'Est du Paraguay et au Nord-Est de l'Argentine,,.